# Cristian Moreni
Cristian Moreni (Asola, 21 november 1972) is een Italiaans voormalig wielrenner.

## Carrière

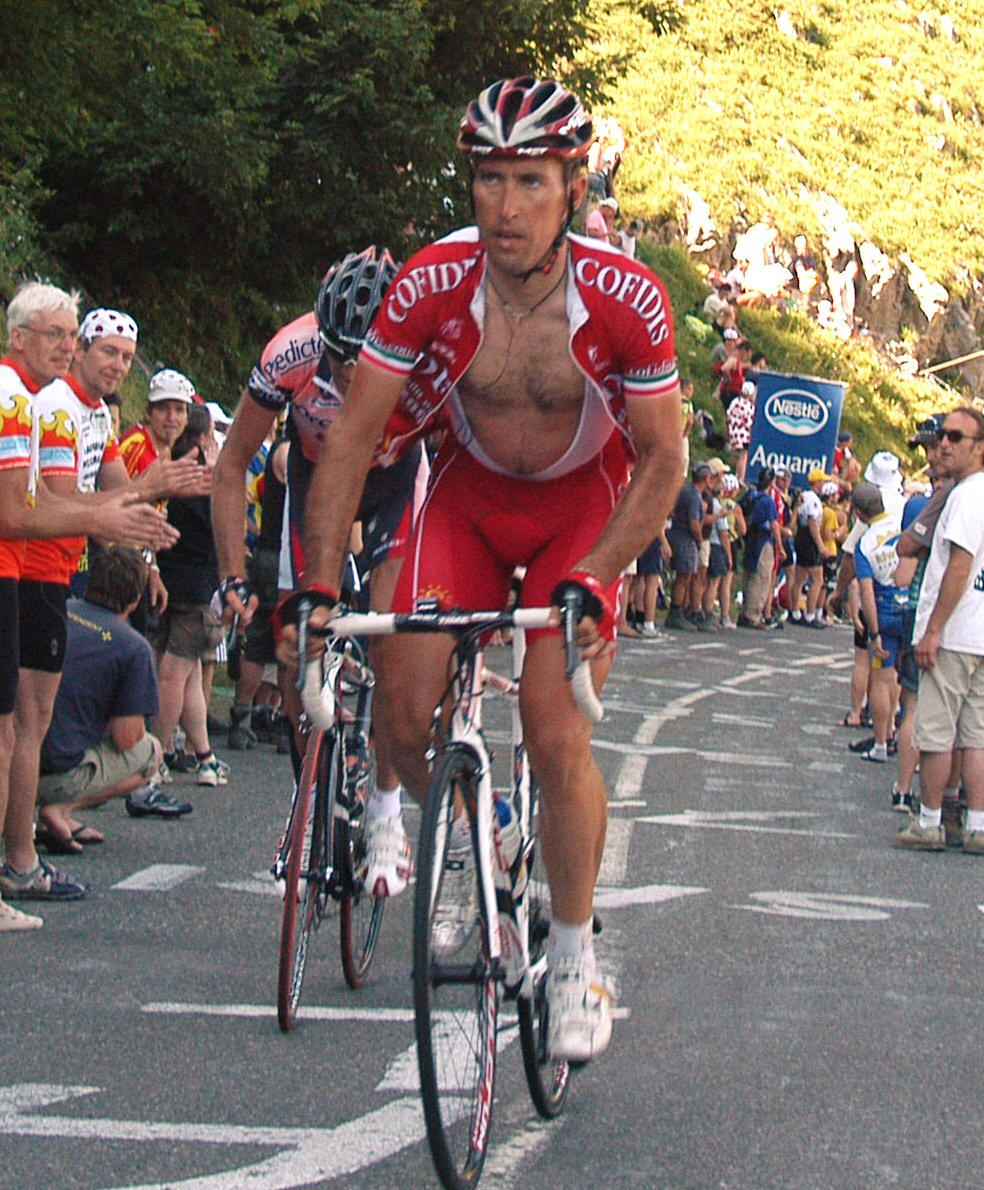
Cristian Moreni op de Col de la Colombière in de 7e etappe van de Ronde van Frankrijk 2007

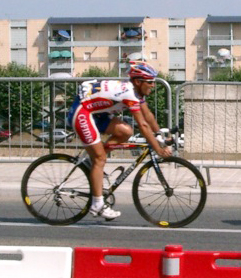
Ronde van Frankrijk 2006, 18e etappe

Cristian Moreni begon zijn carrière in 1998 bij Brescialat. In zijn tweede jaar, waarin hij voor opvolger Liquigas reed, won hij een etappe van de Vuelta a España. In 2000 won hij een etappe van de Giro d'Italia. Hij kreeg een contract bij Mercatone Uno-ploeg in 2001. Succes bleef uit, tot 2003, het jaar waarin Moreni een etappe bij zowel de Regio Tour als de Giro del Veneto won. 2004 was wederom een succesvol jaar voor Moreni; hij won een etappe in de Route du Sud en werd kort daarna Italiaans kampioen wegwielrennen.
Moreni wisselt een aantal malen van ploeg: in 2005 gaat hij voor Quick·Step-Innergetic rijden. Daar kreeg hij geen nieuw contract mede omdat hij tijdens het Italiaans kampioenschap wielrennen geld vroeg aan zijn toenmalige ploegmaat Filippo Pozzato om de sprint voor hem aan te trekken. Van 2006 tot juli 2007 reed Moreni voor het Franse ProTour-team Cofidis
Tijdens de Ronde van Frankrijk 2007 meldde de Franse sportkrant L'Équipe op 25 juli 2007 dat Moreni positief was getest op testosteron na de 11e etappe. Moreni had voor de start van die bewuste etappe nog deelgenomen aan een protestactie tegen doping. Zijn ploeg ontsloeg Moreni de dag daarna.

## Palmares
1995
- GP Ezio del Rosso

1999
- 17e etappe Ronde van Spanje

2000
- 2e etappe Ronde van Italië

2003
- 1e etappe Regio Tour International
- Giro del Veneto

2004
- 1e etappe Route du Sud
- Italiaans kampioen op de weg, Elite

2004
- 1e etappe Ronde van de Ain

## Resultaten in voornaamste wedstrijden
| Jaar | Ronde van Italië | Ronde van Frankrijk | Ronde van Spanje |
| ---- | ---------------- | ------------------- | ---------------- |
| 1998 |                  |                     | opgave           |
| 1999 |                  |                     | 54e (1)          |
| 2000 | opgave (1)       |                     | 65e              |
| 2001 |                  |                     | 68e              |
| 2002 | 28e              | 66e                 |                  |
| 2003 | opgave           |                     | 49e              |
| 2004 | 25e              |                     | opgave           |
| 2005 | 53e              |                     |                  |
| 2006 | buiten tijd      | 43e                 |                  |
| 2007 |                  | opgave              |                  |

| Jaar | Milaan-San Remo | Gent-Wevelgem | Ronde van Vlaanderen | Amstel Gold Race | Luik-Bast.‑Luik | Ronde van Lombardije | Parijs-Tours | Waalse Pijl | Clásica San Sebastián |  | WK op de weg |  | Wereldranglijsten |
| ---- | --------------- | ------------- | -------------------- | ---------------- | --------------- | -------------------- | ------------ | ----------- | --------------------- |  | ------------ |  | ----------------- |
| 1998 |                 | 57e           |                      |                  |                 |                      |              |             |                       |  |              |  |                   |
| 1999 | 55e             |               |                      |                  |                 |                      |              |             |                       |  |              |  |                   |
| 2000 |                 |               |                      | 90e              |                 |                      |              |             | 98e                   |  |              |  |                   |
| 2001 | 125e            |               |                      |                  |                 |                      |              |             | 20e                   |  |              |  |                   |
| 2002 |                 | 45e           |                      | 16e              |                 |                      |              |             | 72e                   |  |              |  |                   |
| 2003 |                 |               |                      | 85e              | 32e             | 48e                  | 43e          | 7e          |                       |  |              |  |                   |
| 2004 | 19e             |               | 32e                  | 50e              | 71e             |                      | 15e          | 36e         | 14e                   |  | 62e          |  | 19e (UWB)         |
| 2005 |                 |               |                      |                  |                 | 89e                  |              |             | 98e                   |  |              |  | 127e (UPT)        |
| 2006 | 30e             |               |                      | 18e              |                 | 4e                   | 19e          |             | 5e                    |  |              |  | 29e (UPT)         |
| 2007 | 15e             |               | 18e                  | 28e              | 41e             |                      |              | 63e         |                       |  |              |  |                   |